# Japanagromyza ambigua
Japanagromyza ambigua este o specie de muște din genul Japanagromyza, familia Agromyzidae, descrisă de Mitsuhiro Sasakawa în anul 1992.
Este endemică în Columbia. Conform Catalogue of Life specia Japanagromyza ambigua nu are subspecii cunoscute.